# Suzanne de Troye
Suzanne de Troye (parfois orthographié « de Troeye ») est une monteuse française, née Suzanne Verfaillie, le 9 mars 1908 à Vincennes (Val-de-Marne), morte le 6 juillet 1989  à Paris.

## Biographie
« Inséparable copine de Marguerite Renoir, monteuse elle aussi, scripte » à l'occasion, Suzanne de Troye a commencé sa carrière avec Jean Renoir et Marcel Pagnol. 
Elle est la mère de Marcel Moulin (fils de l'acteur Charles Moulin), et d'Élisabeth Wiener et fut l'épouse du compositeur Jean Wiener.

## Filmographie
- 1932 : La Nuit du carrefour  de Jean Renoir (assistante monteuse)
- 1932 : Boudu sauvé des eaux  de Jean Renoir (scripte et monteuse)
- 1933 : Le Gendre de Monsieur Poirier de Marcel Pagnol
- 1933 : Jofroi de Marcel Pagnol
- 1933 : Chotard et Cie  de Jean Renoir (scripte et monteuse)
- 1934 : Léopold le bien-aimé d'Arno-Charles Brun (monteuse)
- 1934 : Angèle de Marcel Pagnol
- 1935 : Toni   de Jean Renoir (scripte et monteuse)
- 1935 : Merlusse de Marcel Pagnol
- 1935 : Cigalon de Marcel Pagnol
- 1936 : César de Marcel Pagnol
- 1937 : Regain de Marcel Pagnol
- 1938 : Le Schpountz de Marcel Pagnol
- 1938 : La Femme du boulanger de Marcel Pagnol
- 1938 : La Bête humaine  de Jean Renoir (assistante réalisatrice et monteuse)
- 1941 : Nous les gosses de Louis Daquin
- 1942 : Opéra-Musette de René Lefèvre et Claude Renoir aîné
- 1943 : Une étoile au soleil d'André Zwoboda
- 1943 : Le Voyageur de la Toussaint de Louis Daquin
- 1943 : Madame et le Mort de Louis Daquin
- 1943 : L'Homme de Londres de Henri Decoin
- 1944 : Premier de cordée de Louis Daquin
- 1945 : Enquête du 58, court métrage de Jean Tedesco
- 1945 : Le Père Goriot de Robert Vernay
- 1946 : Il suffit d'une fois d'Andrée Feix
- 1951 : Victor de Claude Heymann
- 1952 : Avec André Gide de Marc Allégret
- 1952 : La Demoiselle et son revenant de Marc Allégret
- 1953 : Julietta de Marc Allégret
- 1955 : Le Rendez-vous des quais de Paul Carpita
- 1955 : Futures Vedettes de Marc Allégret
- 1955 : L'Amant de lady Chatterley de Marc Allégret
- 1956 : La vie est belle de Roger Pierre et Jean-Marc Thibault
- 1956 : En effeuillant la marguerite de Marc Allégret
- 1957 : Paris Music Hall de Stany Cordier
- 1957 : L'amour est en jeu de Marc Allégret
- 1958 : Sois belle et tais-toi de Marc Allégret
- 1958 : Un drôle de dimanche de Marc Allégret
- 1959 : Les Affreux de Marc Allégret
- 1959 : Mon pote le gitan de François Gir
- 1960 : Les Mordus de René Jolivet
- 1960 : Les Tortillards de Jean Bastia
- 1961 : Les Démons de minuit
- 1962 : Les Petits Matins de Jacqueline Audry
- 1963 : Chair de poule de Julien Duvivier